# ブラジルナッツ
ブラジルナッツは、サガリバナ科の高木（ブラジルナットノキ、ブラジルナット、ブラジルナッツノキ：Bertholletia excelsa）、またはナッツとして食用にされるその種子である。

## 樹木
ブラジルナッツノキはブラジル、ベネズエラ、ギアナなどアマゾン川流域周辺の熱帯雨林原産の高木である。ブラジルナッツ属（Bertholletia）の唯一種。属名はフランスの化学者クロード・ルイ・ベルトレーに献名されている。アマゾン川とオリノコ川の流域全体に分布する。
非常に大きく、高さ50メートル (m) 、幹の直径は2 mに及ぶ。幹は真っ直ぐに立ち上がり、灰色がかった深い亀裂のある特徴的な樹皮をしている。通常、下の方には枝葉がなく、樹冠はカリフラワー形にこんもりと盛り上がっている。葉は互生し、長さ20 - 50センチメートル (cm) 、幅9 - 15 cmほどの楕円形で、乾季には落葉する。
花は白色で径3 cmほど、多数が円錐花序をなす。ブラジルナッツの受粉は特殊な大型のハチ（Euglossa spp.など）によって行われ、またこれらのハチは特定の蘭（Coryanthes vasquezii）において繁殖する。従ってブラジルナッツはこれらの生物と共生していると言うことができる。
花後にできる果実は成熟するのに14か月を要する。果実は直径10 - 15 cmの球形の蒴果で、厚い木質の殻の中に、10 - 20個ほどの長さ4 - 5 cmの三角錘状の種子が放射状に詰まっている。果実の先端に穴があるが、自然に割れることはない。自然界ではアグーチなど大型齧歯類がかじって破り、中の種子を数個ほど食べ、残った一部の種子を地面に埋める習性によりブラジルナッツは繁殖する。種子は日影では何年も休眠状態で過ごし、周囲の木が倒れて陽が当たるようになると発芽する。

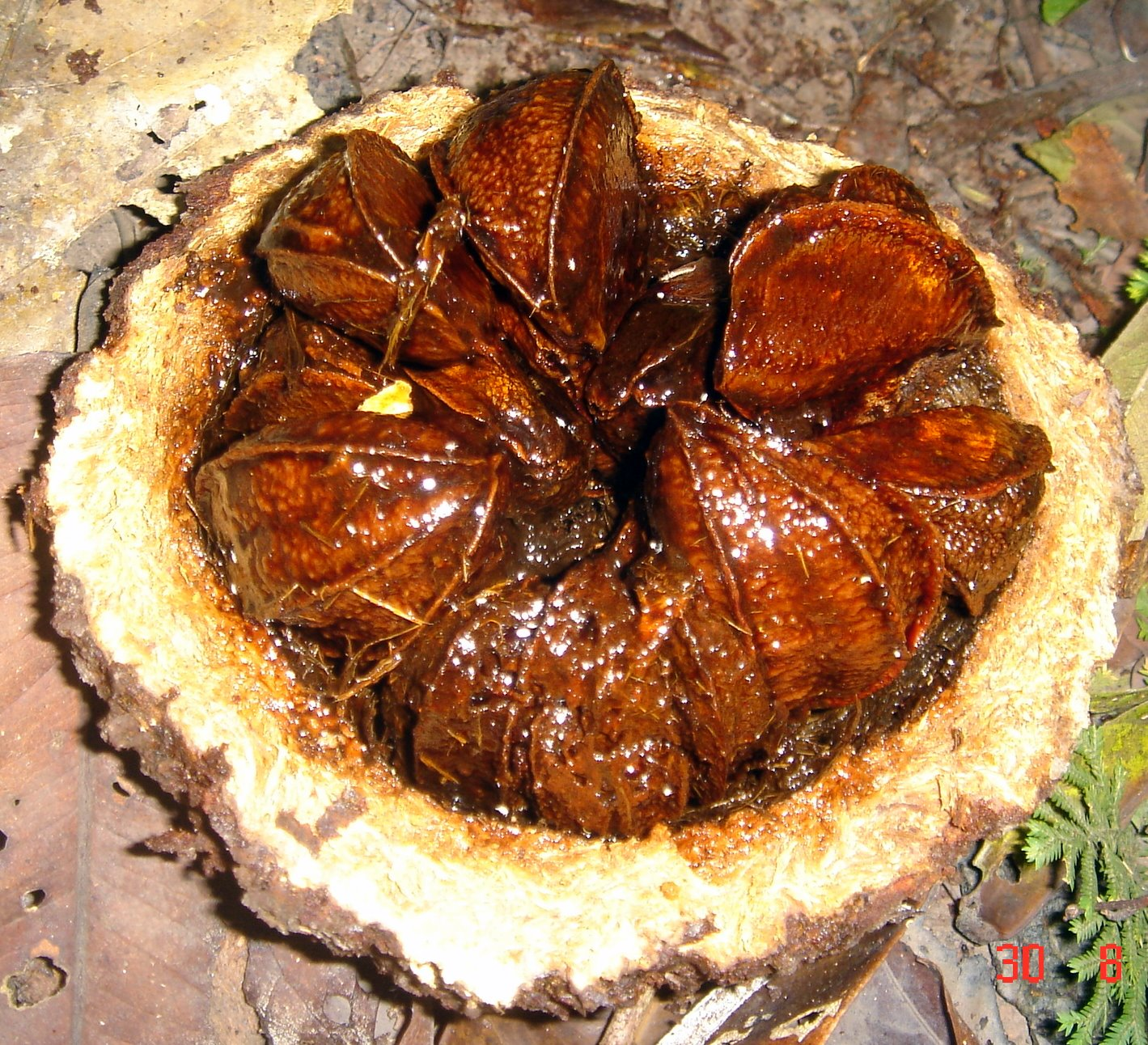
ブラジルナッツの果実を割ったところ
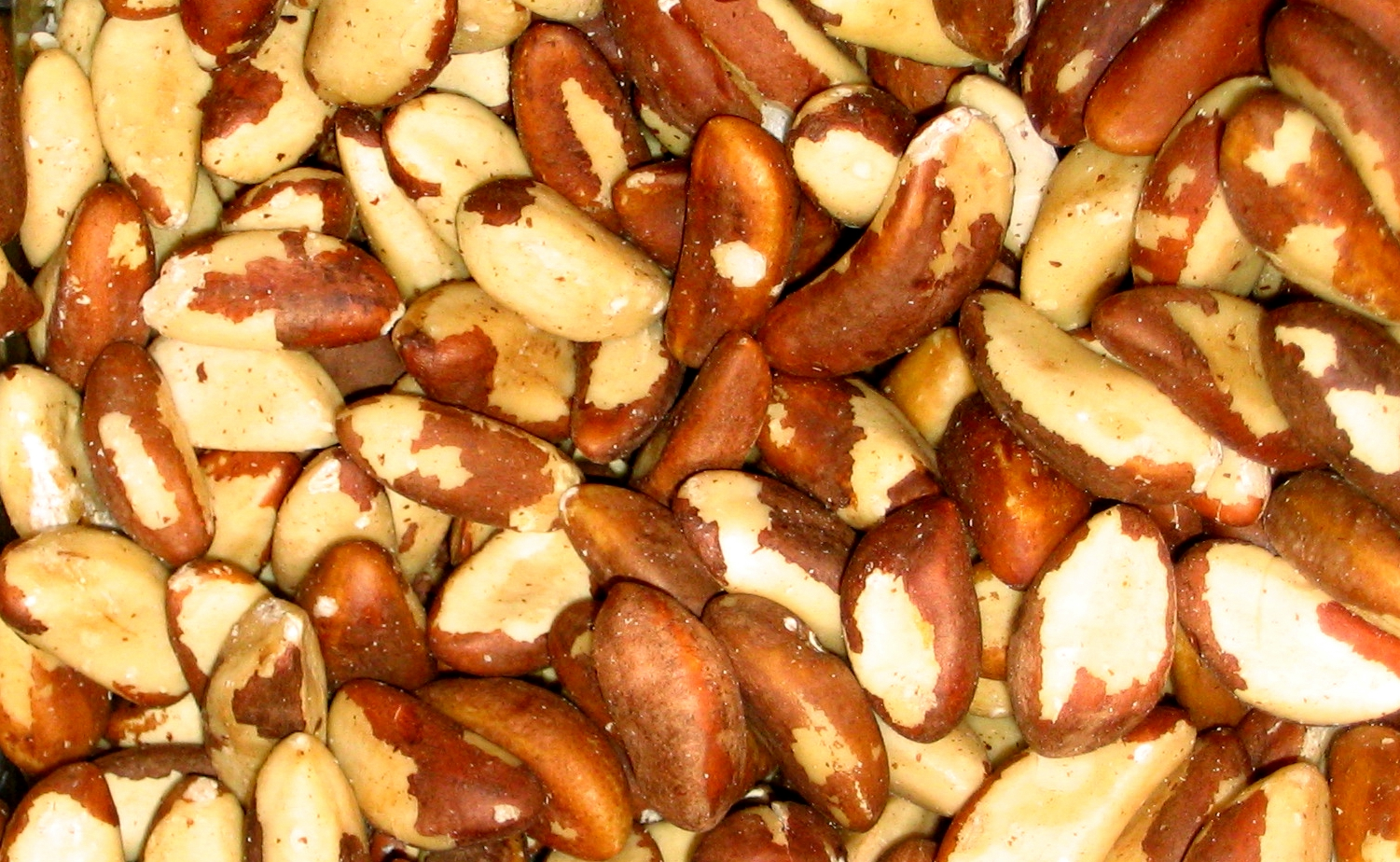
殻を取り除いたブラジルナッツの種子
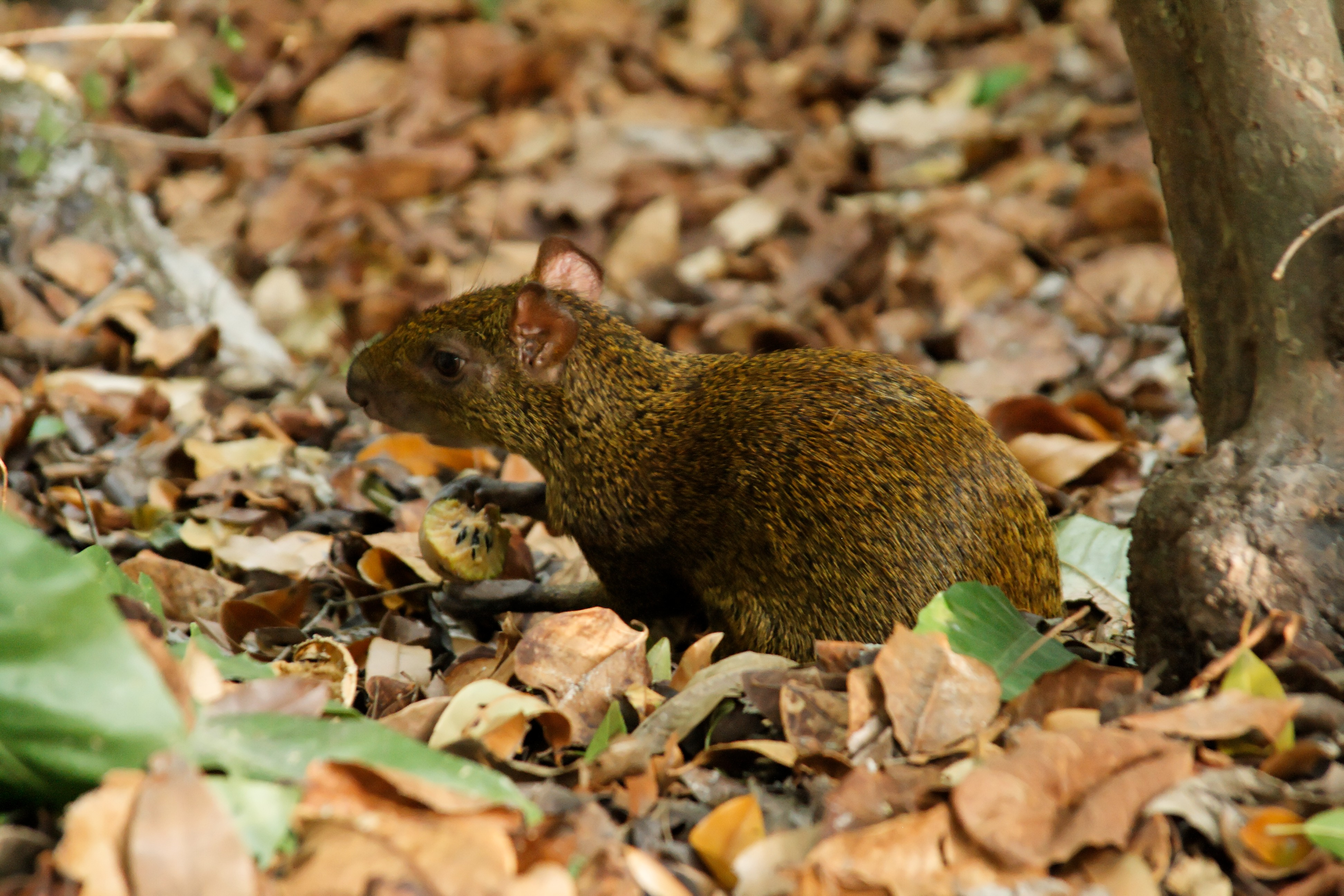
種子の撒布にはアグーチが手を貸している

## 生産と流通
上記の共生関係により、ブラジルナッツは生育場所が限られるため、栽培による生産は困難であり、多くを野生の木からの採集に頼っているが、広く流通しているものが栽培されていないのは世界的にみても非常に珍しいことである。先住民にとっては貴重なタンパク源、脂肪源であるだけではなく、重要な収入源にもなっている。しかし、アマゾンの開発とともに伐採が進み、生産量が急激に落ち込んできている。世界で食べられているブラジルナッツは、ほとんどはブラジルではなくボリビア産で、生産量が第一位となっている。
硬い殻に包まれた果実1個の重さは約2 kgもあり、何の前触れもなく地面に落下する。時速100キロメートル (km) で落下して地面に衝突しても殻が割れないほど頑丈なため、収穫作業中に頭に直撃すると致命傷を負う危険がある。そのため、収穫作業中は保護用の盾を使用し身を守る。
ブラジルナッツノキには変わった性質があり、土壌中に自然に含まれている微量の放射性同位体を取り込んで、果実の中に凝縮する。ブラジルナッツを食べる習慣がある作業員は、ときに定期検査で高い被曝線量を示す場合があるが、それでも健康に悪影響を及ぼすほどではないという。

## 果実・種子の利用
ブラジルナッツは、厳密にはナッツ（堅果）ではなく、ブラジルナッツノキの種子である。可食部は種子の堅い種皮を割った中にある仁である。ブラジルナッツはマカダミアナッツと同様に味が濃く、先住民により古くから食用にされてきた。油脂分が70%と油を多量に含むため燃料用にもされ、果実の殻は容器として用いられた。
ブラジルナッツノキが1本あれば、1年で300個以上の果実がなり、100キログラム (kg) の種子を収穫できる。成熟した実の長さは2.5 cmに及び、ナッツ類の中では特に大きくアーモンドの2倍の重さとなる。カロリーが高く、大きめのブラジルナッツの実は卵1個分のカロリーに匹敵する。脂質のうち約25%が飽和脂肪酸、約40%が一価不飽和脂肪酸で、残りがω-6脂肪酸などの多価不飽和脂肪酸である。多価不飽和脂肪酸が多いため酸敗しやすい。食物繊維も多く、ビタミン類はチアミンとビタミンEが特に多い。マグネシウムや亜鉛も多く、セレンに至っては1粒 (4g) で75µgほどになり、1日の推奨摂取量25-30µgを大きく超えている。セレンの1日あたり上限摂取量は350-450µgで、800µg以上摂取すると中毒を起こす可能性があるため摂取量には注意が必要。
殻に肝臓癌の原因となるアフラトキシンを高濃度に含むため、欧州連合ではブラジル産の殻付きブラジルナッツの輸入を規制している。

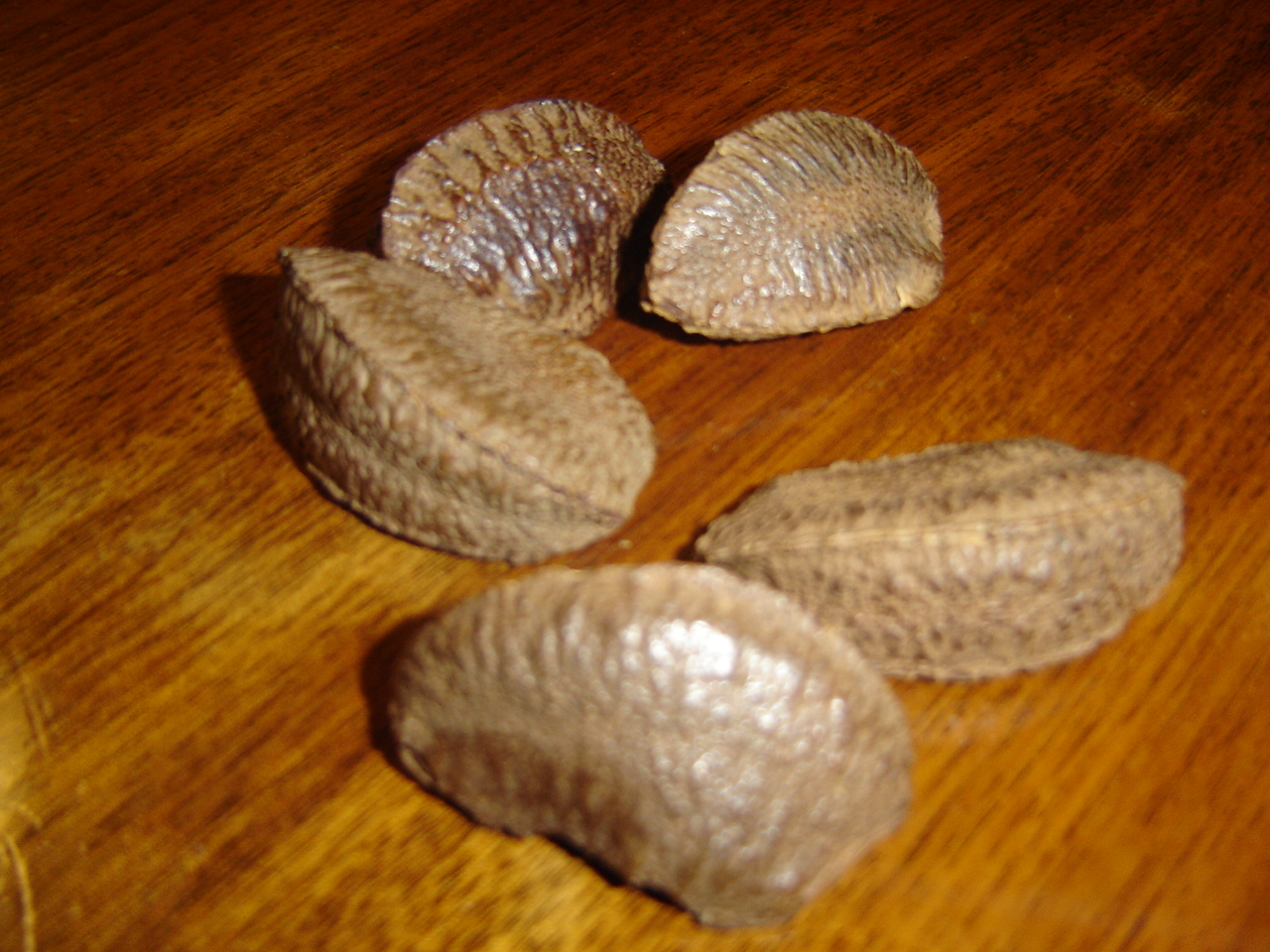
ブラジルナッツの種子
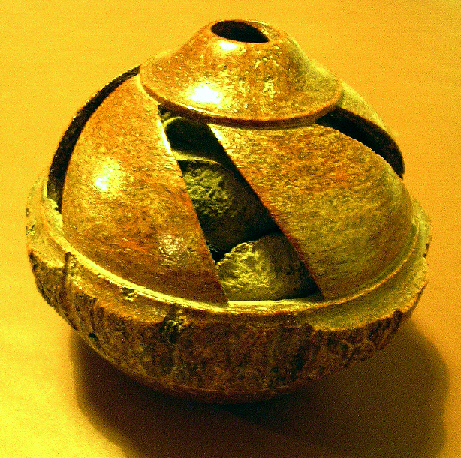
ブラジルナッツの殻を用いた工芸品